# Вілсон Гарріс
Сер Теодор Вілсон Гарріс (24 березня 1921 — 8 березня 2018) — гаянський письменник. Спочатку він писав вірші, але згодом став прозаїком й есеїстом. Відмічають, що його авторський стиль абстрактний і насичено метафоричний, а тематика різнобічна. Гарріс вважається одним із найоригінальніших і найбільш новаторським голосом у післявоєнній англомовній літературі.

## Біографія
Вілсон Гарріс народився у Новому Амстердамі у Британській Гвіані, де його батько працював у страховій компанії. Його батьками були Теодор Вілсон Гарріс і Міллісент Джозефін Гласфорд Гарріс. Після навчання у Королівському коледжі в столиці Гаяни, Джорджтауні, він став державним геодезистом, а потім розпочав кар'єру лектора та письменника. Знання про савани та тропічні ліси, які він здобув за двадцять років роботи геодезистом, лягли в основу багатьох його книжок, в яких переважав ландшафт Гаяни. Знання про місцеві особливості також сформували його підхід до художньої літератури. Він пише: «Вплив лісів і саван на ці подорожі мав стати надзвичайно цінним у мові творів, які я пізніше написав. Зникнення мого вітчима у тому величезному світі, коли я був дитиною, стало початком причетності до загадки пошуків і подорожей крізь видимі світи в невидимі, які самі повільно стають видимими, вимагаючи подальшого проникнення в інші видимі світи без кінця чи завершеності».
Між 1945 і 1961 роками Гарріс постійно друкував свої оповідання, вірші й есе для літературного журналу «Kyk-over-Al» і входив до групи гаянських інтелектуалів поміж яких були Мартін Картер, Сідні Сінгх, Мілтон Вільямс, Ян Кар'ю та Айван Ван Сертіма. Гарріс пізніше приватно надрукував свої вірші з журналу у збірці «Eternity to Season» (1954). Гарріс одружився з Сіселі Кер'ю у 1945 році (сестрою відомого гаянського письменника Яна Кер'ю). У них було четверо дітей; шлюб розпався близько 1957 року.
Гарріс переїхав до Англії у 1959 році. Того року він зустрів і одружився зі своєю другою дружиною, шотландською поетесою і драматургом Маргарет Вітакер. Вони прожили у шлюбі п'ятдесят років до її смерті у 2010 році. Дітей вони не мали.
Гарріс опублікував свій перший роман «Палац павича» у 1960 році разом із Faber, який схвалив до публікації тодішній головний редактор Т. С. Еліот. Це був перший із квадрології романів «Гаянський квартет», який складається з «Далекої подорожі Удіна» (1961), «Повний обладунок» (1962) і «Таємної драбини» (1963). Згодом він написав трилогію «Карнавал»: «Карнавал» (1985), «Нескінченна репетиція» (1987) і «Чотири береги ріки космосу» (1990).
Його останніми романами були «Джонстаун» (1996) про масове самогубство послідовників культу Джима Джонса, «Темний блазень» (2001), напівавтобіографічний роман «Маска жебрака» (2003) і «Привид пам'яті» (2006).
Гарріс також автор публіцистичних творів і критичних есе. Його нагородили почесними докторськими ступенями Університету Вест-Індії (1984) й Льєзького університету (2001). Він двічі отримував премію Гаяни з літератури.
У червні 2010 року Гарріс отримав звання лицаря-бакалавра на честь дня народження королеви Єлизавети II. У 2014 році Гарріс отримав книжкову премія Анісфілд-Вулф за життєві досягнення.

## Критика
Луїс Чуде-Сокей стверджує, що читачі «одностайні у тому, що невиправність Гарріса та його другорядний чи культовий статус здебільшого обумовлені його прозою… її складність і компактність, художня чи публіцистична, регулярно виключають його з навчальних програм і традицій літературної культури, навіть у Карибському басейні». Водночас, можливо, частково через складну роботу Гарріса, «його спадщина може і повинна мати значення» для карибського мистецтва та думки (там само). Гаррісом захоплювались за його дослідження тем завоювання та колонізації, а також боротьби колонізованих народів. Читачі відмітили, що його романи — спроби висловити правду про те, як люди сприймають реальність крізь призму уяви. Гарріса критикували за його романи, які часто мають нелінійний сюжет, а також за те, що він надає перевагу внутрішньому сприйняттю зовнішніх реалій. У «Палаці павича» (1960) персонаж, який зображений присмертним в одній сцені, може повернутися живим у наступній. У світі роману Донн і вся команда його корабля вже мертві, або, можливо, просто носять ідентичні імена попереднього екіпажу: «їх живі імена збігалися з іменами відомого мертвого екіпажу, який затонув у порогах з усіма людьми».
Критики описували абстрактні, експериментальні оповіді Гарріса як важкі для читання, глибокі, складні чи незрозумілі. Існує думка, що його есе розширюють межі традиційної літературної критики, а його белетристика розширює межі самого жанру роману. Критики асоціювали творчість Гарріса з багатьма різними літературними жанрами, зокрема: сюрреалізмом, магічним реалізмом, містикою та модернізмом. Протягом багатьох років Гарріс використовував багато різних концепцій для визначення свого літературного підходу, зокрема: крос-культуралізм, сучасна алегорія, епос та квантова фантастика . Один критик описав вигадки Гарріса як такі, що ґрунтуються на «квантовому проникненні, де існування та неіснування є реальними. Ви можете споглядати їх так, ніби обидва істинні».
Гена Мейс-Єлінек стверджувала, що до 1982 року багато жіночих персонажів Гарріса були обмежені ролями музи та матері. Джойс Спарер Адлер погоджується, але зазначає, що в деяких романах були сильніші персонажі з більшою наративністю, наприклад Беті у «Далекій подорожі Удіна» (1961) і Магда у «Повному обладунку» (1962). Однак лише Мері в «Ангел біля воріт» (1982) Гарріс створив справжню жінку-героя. Адлер також зазначає, що «Карнавал» (1985) містить головних жіночих персонажів, як-от тітка Бартелбі та Амариліс. Ці дві книги є значними досягненнями; Адлер вказує на більш андрогінне бачення свідомості, зображене в обох творах, зокрема у «Карнавалі». В інтерв'ю Кейт Вебб Енджела Картер поглиблює критичну розмову, стверджуючи, що всі персонажі Гарріса архетипічні; таким чином будь-яка критика щодо безглуздості жіночих персонажів також стосуватиметься чоловіків.
У своєму вступі до «Традиції, письменника та суспільства» (1967) Сиріл Джеймс пише про діалектичний імпульс, що діє в художній літературі та теорії Гарріса, пов'язуючи Гарріса з Гегелем і Гайдеггером. Проте пізніші критичні праці, як-от Гена Мейс-Єлінек, Педжет Генрі та Ендрю Банді, стверджували, що Гарріс натомість спирався на естетичні ресурси синкретизму африканських й індійських систем вірувань і практик. Сам Гарріс писав в «Історії, байках і міфах Карибського басейну та Гвіани» (1970), що його праця «простежує крізь шок місця та часу прочитує ознаки спроможності, які були прихованими, нереалізованими, у зіткненні культур і переміщень народів у Південну Америку та Вест-Індію». Гаррісу не обов'язково покладатися на гегелівську історичну теорію, оскільки він вважає, що філософія історії насправді лежить у карибському мистецтві (там само). Попри те, що матеріалістичний історичний підхід Джеймса має незабутній вплив на Карибський басейн, сучасні критики Гарріса стверджують, що важливість матеріалістичного підходу не може затьмарити інші карибські філософії історії, представлені Гаррісом. Педжет Генрі відносить Вілсона Гарріса до «міфопоетичної традиції» карибської думки у своїй основі «Caliban's reason» (2000).

## Літературна техніка
Техніку Гарріса назвали експериментальною й інноваційною. Гарріс описує, що звичайні твори відрізняється від його стилю тим, що «звичайні — прямолінійні», а «мої твори — це квантове письмо. Чи знаєте ви про квантову кулю? Квантова куля, коли нею стріляють, залишає не одну дірку, а дві».
Використання нелінійних подій і метафор є змістовним компонентом його прози. Ще одна техніка, використана Гаррісом, — це поєднання слів і понять несподіваним, дисонансним способом, часто в парадоксальному ярмі протилежностей. Завдяки цій техніці поєднання він зображує зв'язуючий корінь, який лежить в основі та не дозволяє протиставленню двох категорій. Техніка розкриває та змінює силу мови, щоб зафіксувати усталені переконання та погляди, «звільняючи» слова та поняття для нових зв'язків і розкриваючи алхімічні аспекти свідомості.
Гарріс бачить мову як ключ до соціальних і людських перетворень. Його підхід починається з погляду на мову як на силу як для поневолення, так і свободи. Цей пошук і розуміння лежать в основі його оповідних тем про людське рабство. Гарріс називає мову вирішальним елементом у підкоренні рабів і кабали, а також як засіб, за допомогою якого можна повернути руйнівні процеси історії.
У «Палаці павича» Гарріс прагне викрити ілюзію протилежностей, які породжують ворожнечу між людьми. Команда річкової експедиції переживає серію трагедій, які зрештою призводять до смерті усіх членів. Попутно Гарріс виокремлює як головний фактор їхньої загибелі нездатність узгодити бінаризми в навколишньому світі та між собою. Завдяки своїй техніці бінарних розривів і повторюючи африканську традицію, згідно з якою смерть не знищує душу, автор демонструє примирення лише у фізичній смерті, вказуючи на поверховість ілюзій протилежностей, які їх роз'єднують.
Гарріс зазначив в інтерв'ю, що «в описі світу, який ви бачите, мова розвивається та починає охоплювати невидимі реальності». Гарріс пояснював свої інноваційні літературні методи розвитком як результатом його свідчень фізичного світу, який поводиться як квантова теорія. Щоб пристосуватися до свого нового сприйняття, письменник сказав, що він усвідомив, що пише «квантову фантастику». «Квантовий» компонент його роботи — спроба відповідати вимогам самої реальності, на яку глибоко вплинув двадцятирічний досвід геодезиста внутрішньої Гаяни. Про зв'язок між природою та його літературним стилем Гарріс писав: «Стіл походить від дерева в лісі, ліс — це легені земної кулі, а легені земної кулі дихають на зірки. Існують усілякі зв'язки, і це квантові зв'язки. Квантова механіка та фізика охопили б ці зв'язки. На тому етапі я нічого не читав про квантову механіку та просто розглядав свою відмову від абсолютних ланцюгів природи (відмову від природи, яка служить мені, підтримує мої структури) як інтуїтивну тривожну необхідність. Мені потрібно було зануритися в живий, бентежний, але надзвичайно насичений текст опису ландшафтів/річкових/небесних пейзажів. Мова почала розривати свій контракт із простими інструментами, створеними для закріплення депривації, яка прогресує. Був складніший та інтуїтивніший підхід до мови, в якій людина страждає, і завдяки якій відчуває особливий екстаз розміреності».
Його твори називають амбітно експериментальними, а структуру оповіді описують як «множинну та гнучку». Загальні методи обрамлення метамистецтва в його романах включають сни та сни у снах («Гвіанському квартеті» (1985) та «Темному блазні» (2001)), тропи з епічної поезії, знайдений або отриманий архівний матеріал (наприклад, журнали біженців, проаналізовані оповідачем у «Кімнаті очікування» (1966) чи «Ангел біля воріт» (1982), або статті Безіменного ідіота у «Супутниках дня та ночі» (1975)), а також повторне використання одних і тих же персонажів у різних романах-всесвітах (близнюки да Сілва з «Палацу», які знову з'являються, наприклад, в «Дасільській Окультуреній пустелі Да Сільви» (1977)).
Гарріс назвав свої інновації та літературні прийоми як квантову фантастику. В інтерв'ю Майклу Гілксу у липні 2010 року він сказав: «Я прийшов до ідеї квантової реальності через ландшафт, з яким мав справу. У вас були дерева, річки, скелі, люди, водоспади, і у вас були різні протилежності. Були протилежності в землі, у річках, у водоспадах, і щоб написати про це, мені потрібно було знайти метод, який, як я пізніше виявив, був квантовою реальністю. У той час, коли я писав „Палац“, я нічого не знав про квантову фізику. Пізніше я скористався цією ідеєю свідомо, оскільки вже відкрився їй. Вона проходить через усі мої романи». Він використовує це визначення в «Карнавальній трилогії» та в останньому романі «Чотири береги річки Космос».

## Смерть і спадщина
Гарріс помер 8 березня 2018 року у своєму будинку в Челмсфорді, Англія, від природних причин. Сторіччя від дня його народження відзначили на фестивалі Bocas Lit Fest.

## Праці

### Романи
(Всі опубліковані Faber and Faber)
- 1960: Palace of the Peacock
- 1961: The Far Journey of Oudin
- 1962: The Whole Armour
- 1963: The Secret Ladder
- 1964: Heartland
- 1965: The Eye of the Scarecrow
- 1966: The Waiting Room
- 1967: Tumatumari
- 1968: Ascent to Omai
- 1969: The Sleepers of Roraima (illustrated by Kay Usborne)
- 1971: The Age of the Rainmakers (illustrated by Kay Usborne)
- 1972: Black Marsden: A Tabula Rasa Comedy
- 1975: Companions of the Day and Night
- 1977: Da Silva da Silva's Cultivated Wilderness/Genesis of the Clowns
- 1978: The Tree of the Sun
- 1982: The Angel at the Gate
- 1985: Carnival
- 1985: The Guyana Quartet (Palace of the Peacock, The Far Journey of Oudin,The Whole Armour, The Secret Ladder)
- 1987: The Infinite Rehearsal
- 1990: The Four Banks of the River of Space
- 1993: Resurrection at Sorrow Hill
- 1993: The Carnival Trilogy (Carnival, The Infinite Rehearsal, The Four Banks of the River of Space), 1993
- 1996: Jonestown
- 2001: The Dark Jester
- 2003: The Mask of the Beggar
- 2006: The Ghost of Memory

### Оповідання
- Kanaima, 1964
- The Sleepers of Roraima, 1970
- The Age of the Rainmakers, 1971

### Поезія
- Fetish, 1951
- The Well and the Land, 1952
- Eternity to Season, 1954

### Публіцистика
- 1967: Tradition, the Writer and Society: Critical Essays. London: New Beacon Books[en].
- 1970: History, Fable and Myth in the Caribbean and Guianas. Georgetown: National History and Arts Council.
- 1974: Fossil and Psyche. Austin: University of Texas.
- 1981: Explorations: A Series of Talks and Articles 1966—1981. Aarhus: Dangaroo Press.
- 1983: The Womb of Space: The Cross-Cultural Imagination. Westport: Greenwood Press.
- 1992: The Radical Imagination: Lectures and Talks. Liège: L3.
- 1999: The Unfinished Genesis of the Imagination: Selected Essays of Wilson Harris. London: Routledge.

## Призи та нагороди
- 1987: Премія Гаяни з літератури
- 1992: Премія Mondello dei Cinque Continenti
- 2002: Літературна премія Гаяни (спеціальна нагорода)
- 2008: Філософська літературна премія Ніколя Гільєна, Карибська філософська асоціація
- 2014: Книжкова премія Енісфілд-Вулф

## Додаткова література
- Adler, Joyce Sparer. Exploring the Palace of the Peacock: Essays on Wilson Harris. Kingston: University of the West Indies Press, 2003. ISBN 976-640-140-3
- Nathaniel Mackey. Discrepant Engagement. Dissonance, Cross-Culturality, and Experimental Writing. Cambridge: Cambridge University Press, 1993 (Chapters 9–12).
- Hena Maes-Jelinek. The Labyrinth of Universality. Wilson Harris's Visionary Art of Fiction (Amsterdam/New York: Rodopi, 2006), 564 pp.
- Barbara J. Webb. Myth and History in Caribbean Fiction: Alejo Carpentier, Wilson Harris, and Édouard Glissant (Amherst: University of Massachusetts Press, 1992).
- Wilson Harris Collection at the Harry Ransom Center at the University of Texas at Austin